# Dorogi kistérség

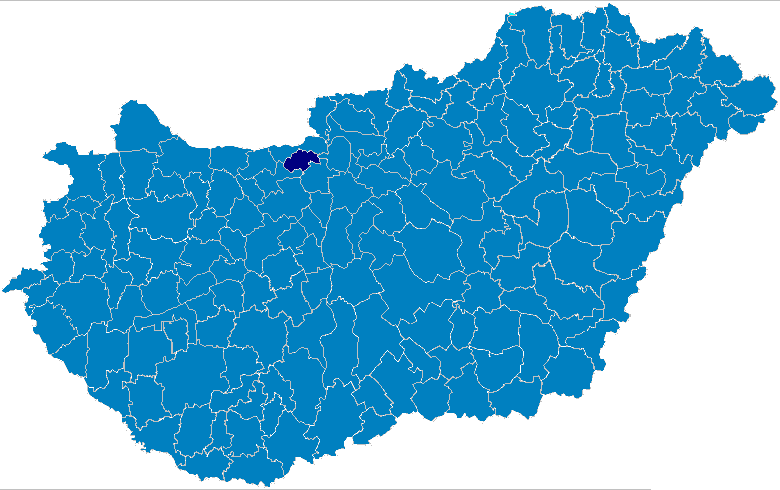
A Dorogi kistérség

A Dorogi kistérség egy kistérség volt Komárom-Esztergom megyében 2012-ig Dorog székhellyel, 2013-tól települései az Esztergomi járáshoz kerültek.

## Települései
| Annavölgy | Bajna    | Csolnok  | Dág         | Dorog   |
| Epöl      | Kesztölc | Leányvár | Máriahalom  | Nagysáp |
| Piliscsév | Sárisáp  | Tokod    | Tokodaltáró | Úny     |

## Fekvése

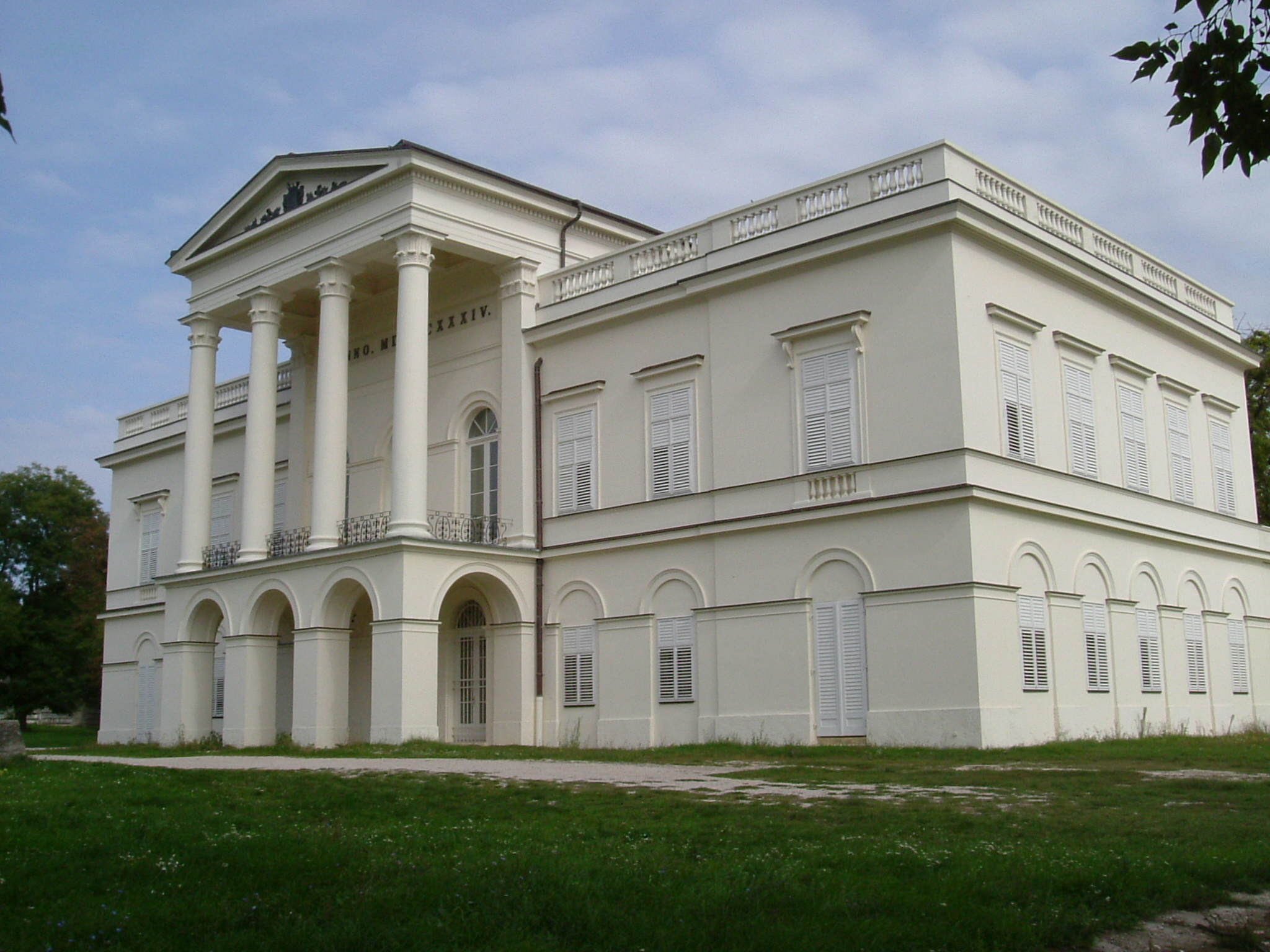
Bajna, Sándor-Metternich kastély

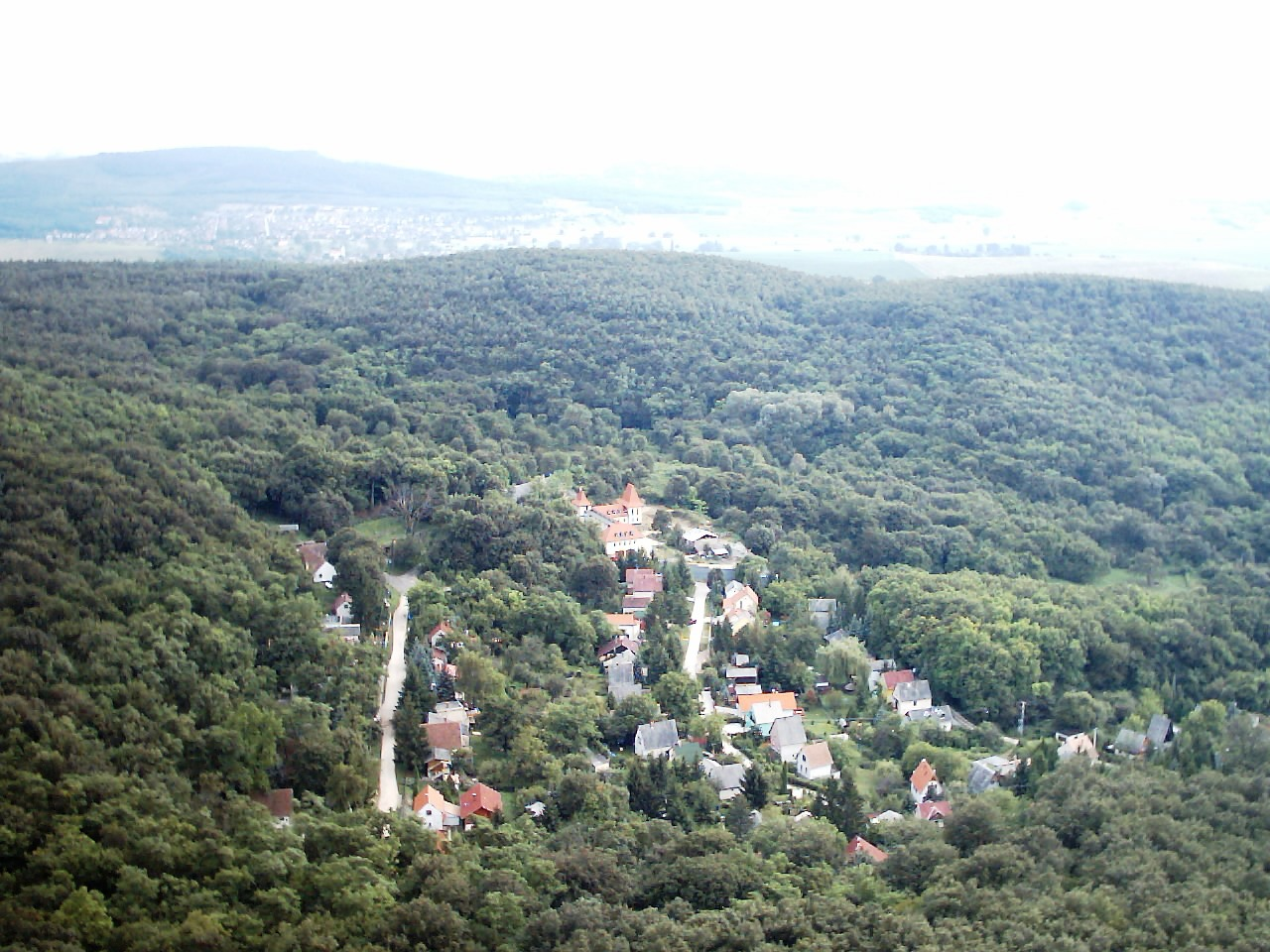
Kesztölc, Klastrompuszta

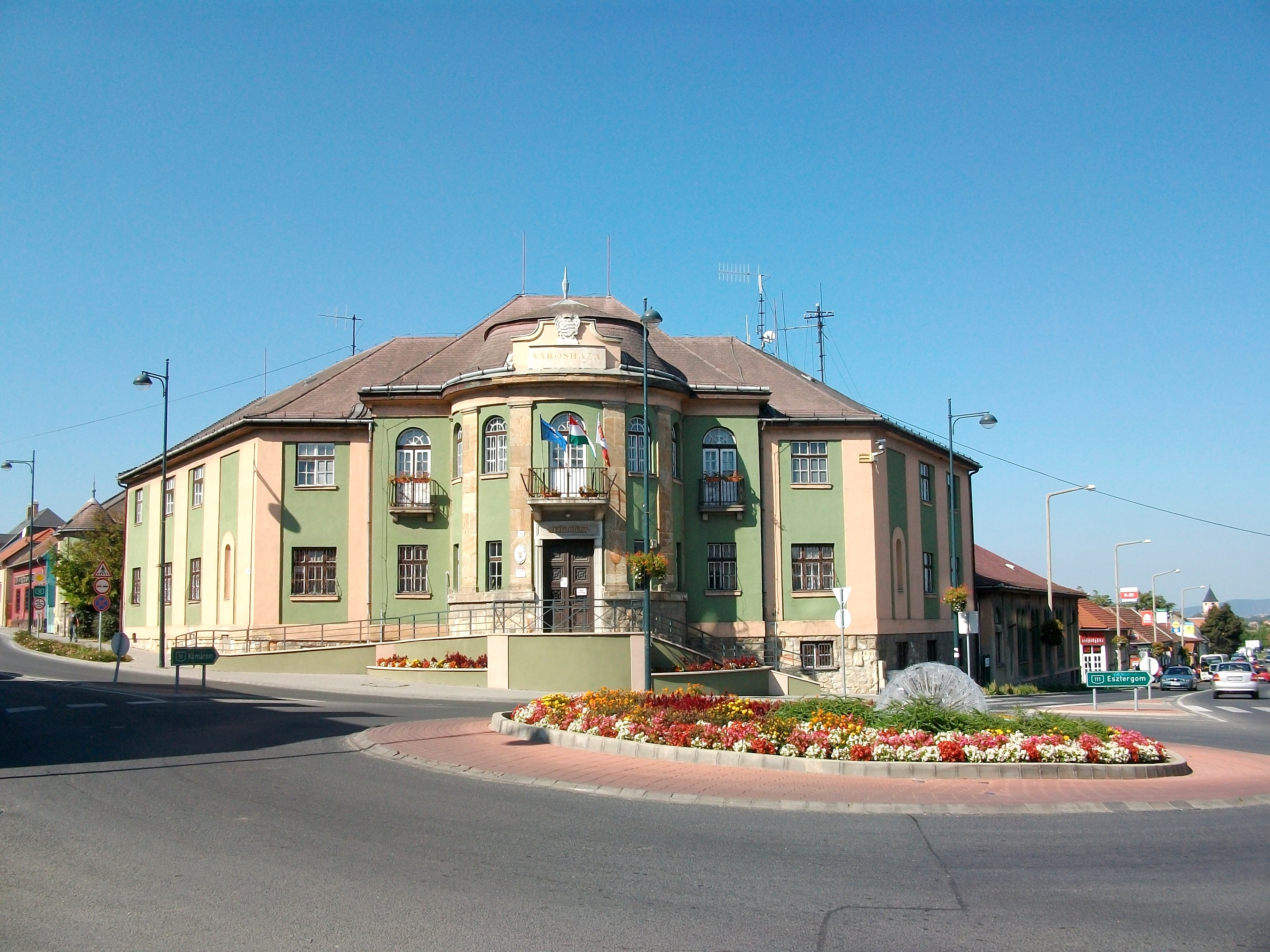
Dorog, Városháza és kistérségi hivatal

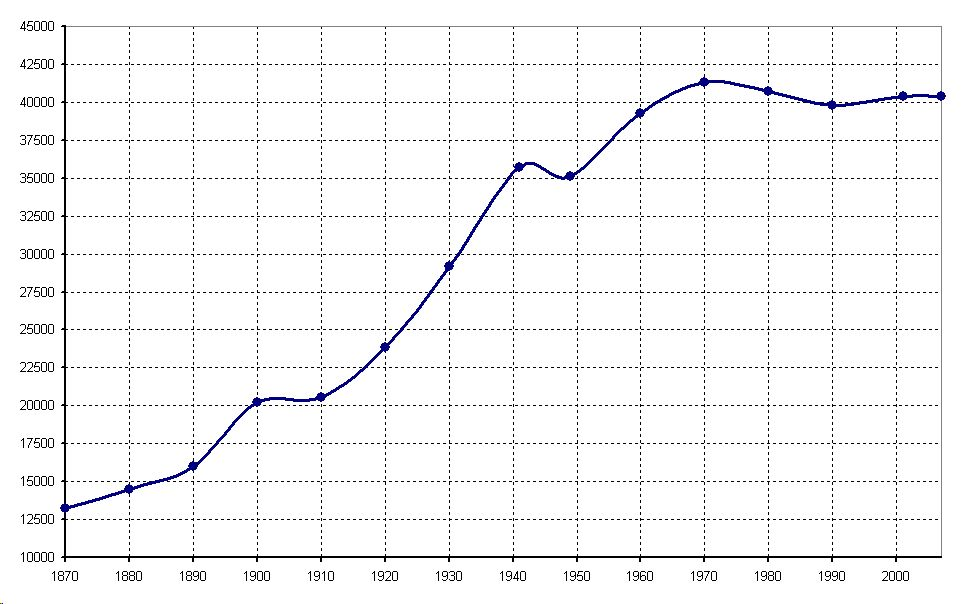
A Dorogi kistérség népességszámának változása (1870-2007)

A Dorogi Kistérség Komárom-Esztergom megye keleti részén helyezkedett el, Budapesttől északnyugatra 30–45 km-re a Pilis és a Gerecse találkozásánál. Fekvése kedvezőnek mondható a természeti környezet és a közlekedés szempontjából is. Jelentős az erdőfelületek aránya, területének tetemes része 200 m felett helyezkedik el. Legmagasabb pontjai a Lencse-hegy (504 m) és a Gete (455 m). Jelentősebb vízfolyásai a Kenyérmezei-patak és az Únyi-patak voltak.

## Közlekedés
A térség közlekedésföldrajzi helyzete kedvező. A kistérségen halad át a Budapest–Esztergom-vasútvonal, amin légkondicionált és kényelmes Stadler FLIRT motorvonatok közlekednek, a menetidő a Nyugati pályaudvarig kb. 50–60 perc. A kistérségben a vonalon három vasútállomás, illetve vasúti megállóhely található, a dorogi, a leányvári és a piliscsévi. A térségen halad át az Esztergom-Almásfüzitő vonal is, ezen a vonalon a térségben Tokodon van vasútállomás. Intenzív az autóbuszforgalom az Árpád híd–Esztergom vonalon. Dorogról a kistérség minden települése jól megközelíthető autóbusszal, illetve személygépkocsival. Leányváron, Dorogon, Tokodaltárón, illetve Tokodon halad át a forgalmas 10-es számú elsőrendű főút. Habár megépült a településeket elkerülő 117-es főút, a teherforgalom még mindig jelentős.

## Története
A térség a két világháború között Magyarország egyik legjelentősebb bányavidéke volt. Mára minden bánya bezárt, ennek ellenére a kistérség néhány év alatt talpra állt, és most már jelentős gazdasági sikerekkel büszkélkedhet. A Dorogi kistérség 1997-ben jött létre az Esztergomi kistérség kettéválásával. 2013-ban megszűnt, valamennyi települése az újonnan létrejött Esztergomi járás része lett.

## Gazdaság
Dorogon található a Richter Gedeon Nyrt. gyáregysége (gyógyszergyár), valamint a Colgate-Palmolive Kft. (kozmetikumok és tisztálkodószerek gyártása). Szintén Dorogon épült fel az országban egyedülálló veszélyeshulladék-égető, ami főleg a szomszédos gyógyszergyár hulladékainak megsemmisítésére szakosodott. A Dorogi hőerőmű (Dorog-Esztergom Erőmű Kft.) 3420 dorogi és esztergomi lakás távhő- és melegvízellátását biztosítja. Tokodon acéllemez és elektromotor gyártása folyik új, modern gyáregységben. A kistérségben kiemelkedően magas az ipari dolgozók aránya és az egy főre jutó ipari termelés. A munkanélküliség 4% körüli szinten stabilizálódott.

## Lakosság
1900-ban a térség 20 166 lakosának 45,3%-a magyar, 26,3%-a szlovák és 26%-a német volt. Száz évvel később, 2001-ben a több mint kétszer annyi, 40 408 lakosnak már 94%-a magyar volt. A magyarság térnyerésében jelentős szerepe volt az önkéntes asszimilációnak, a kitelepítéseknek és lakosságcseréknek, illetve az ország magyar vidékeiről való tömeges áttelepülésnek, ez utóbbi főleg a kolóniákkal és lakótelepekkel várossá fejlesztett Dorogot érintette. Néhány településen ma is jelentős a német (Csolnok, Leányvár, Máriahalom) és szlovák (Kesztölc, Piliscsév) nemzetiség aránya, azonban az asszimiláció előrehaladott. A romák aránya elenyésző (0,6%).

## Nevezetességei
Bajnán festői környezetben tekinthető meg a felújított Sándor-Metternich kastély.